# Алхамбра (Калифорния)
Вижте пояснителната страница за други значения на Алхамбра.
Алхамбра (на английски: Alhambra) е град в окръг Лос Анджелис в щата Калифорния, САЩ. Алхамбра е с население от 85 804 жители (2000) и обща площ от 19,70 km². Градът е кръстен на книга на Уошингтън Ървинг със същото име. Алхамбра има два ZIP кода: 91801 и 91803.